# Agrotis invertilinea
Agrotis invertilinea là một loài bướm đêm trong họ Noctuidae.